# Фонд Ріхарда Вагнера
Фонд Ріхарда Вагнера (нім. Richard-Wagner-Stiftung) створений 1973 року, коли, зіткнувшись з критикою та суперечками серед нащадків Ріхарда Вагнера, фестиваль Байройта та його активи були передані новоствореному фонду. До складу ради директорів входили члени родини Вагнера та інші особи, призначені державою.
Номінально Байройтським фестивалем керує так зване «Товариство друзів Байройту» (нім. Gesellschaft der Freunde von Bayreuth e.V.), але реальним керівником є Фонд Ріхарда Вагнера, котрим володіє сімейний консорціум нащадків Вагнера.
Сім'я Вагнера передала Фонду Театр у Байройті і архів Ріхарда Вагнера та подарувала містечку Байройт віллу Вагнера Ванфрід. У 1976 році Національний архів Фонду Ріхарда Вагнера (раніше відомий як Сімейний архів Ріхарда Вагнера або Архів Ванфрід) був переданий на зберігання до Фонду.